# Гимн Латвийской ССР
Гимн Латви́йской ССР (латыш. Latvijas PSR himna) — один из официальных символов бывшей Латвийской ССР.

## О гимне
Авторами текста являются Фрицис Рокпелнис и Юлий Ванагс, музыка принадлежит Анатолию Лепину. Гимн написан ещё в 1943 году и утверждён 19 июля 1945 постановлением Президиума Верховного Совета Латвийской ССР. Первое исполнение гимна в республике состоялось 5 августа 1945 года. 
Первоначальный текст гимна содержал упоминание Сталина, которое позже было убрано. Долгое время гимн существовал в виде инструментального оркестрового произведения без слов. Лишь в 1977 году был принят новый текст, который просуществовал вплоть до 1990 года. Помимо этого был опубликован официальный перевод текста гимна на русский язык.
Гимн Латвийской ССР утратил свой статус в 1990 году, после чего его публичное исполнение на митингах, шествиях или пикетах было запрещено. На смену ему вернулся Гимн Латвии, написанный Карлисом Бауманисом и исполнявшийся с 1873 по 1940 годы. В сегодняшней Латвии исполнение гимна Латвийской ССР может повлечь за собой уголовную ответственность.

## Латышский текст
Šai zemē visdārgā mēs brīvību guvām,
Te paaudžu paaudzēm laimīgam dzimt,
Te šalc mūsu jūra, te zied mūsu druvas,
Te skan mūsu pilsētas, Rīga te dimd.
Padomju Latvija mūžos lai dzīvo,
Spoža lai Padomju vainagā mirdz!
Mēs cēlāmies, verdzības važas lai rautu,
Par gadsimtu cīņām ik veto vēl teic.
Vien biedros ar diženās Krievzemes tautu
Mēs kļuvām par spēku, kas pretvaru veic.
Padomju Latvija mūžos lai dzīvo,
Spoža lai Padomju vainagā mirdz!
Pa Ļeņina ceļu uz laimi un slavu
Ar Oktobra karogu iesim mūždien.
Mēs sargāsim Padomju Tēvzemi savu
Līdz pēdējai asiņu lāsei ikviens.
Padomju Latvija mūžos lai dzīvo,
Spoža lai Padomju vainagā mirdz!
Padomju Latvija mūžos lai dzīvo,
Spoža lai Padomju vainagā mirdz!

## Русский текст

### 1945—1956
Свободен навеки народ наш счастливый,
Путь к счастью для всех поколений открыт,
Шумит наше море, цветут наши нивы,
В семье городов наша Рига гремит.
Славься Советская Латвия наша,
Ярко в созвездье республик сияй!
Не раз на врага ополчались походом,
Не раз мы пытались оковы разбить.
Лишь с Русью Великой и с русским народом
Могли мы навеки врага победить.
Славься Советская Латвия наша,
Ярко в созвездье республик сияй!
Дорогою Ленина к счастью и славе,
Со Сталиным в сердце к победам идём.
Верны мы великой Советской державе,
За честь её кровь нашу в битвах прольём!
Славься Советская Латвия наша,
Ярко в созвездье республик сияй! 
Славься Советская Латвия наша,
Ярко в созвездье республик сияй!

### 1977—1990
Свободен навеки народ наш счастливый,
Путь светлый для всех поколений открыт.
Шумит наше море, цветут наши нивы,
В семье городов наша Рига гремит.
Славься Советская Латвия наша,
Ярко в созвездьи республик сияй!
Не раз мы за волю ходили походом,
Бесправия цепи пытались разбить.
Лишь в дружбе незыблемой с русским народом
Смогли мы неправду и зло победить.
Славься Советская Латвия наша,
Ярко в созвездьи республик сияй!
Под знаменем Ленина к счастью и славе,
Путём Октября мы к победам идём!
Верны мы великой Советской державе
И кровь за неё, если надо, прольём!
Славься Советская Латвия наша,
Ярко в созвездьи республик сияй!
Славься Советская Латвия наша,
Ярко в созвездьи республик сияй!

## Внешние ссылки
- MIDI file  (недоступная ссылка с 25-05-2013 [4316 дней] — история, копия)
- Vocal recording in MP3 format
- Символика Латвийской ССР на YouTube